# Андрей Ляпчев (1938)
„Андрей Ляпчев“, с подзаглавие Поменен лист по случай пет години от смъртта му, е български вестник, излязъл в един брой на 25 декември 1938 година. Издание е на редакционен комитет от последователи на Андрей Ляпчев – Борис Андреев, Димитър Владимиров Моллов, Атанас П. Наумов, Методи Ив. Ляпчев, Васил Хорозов и Димитър Мишев. Вестникът е посветен на живота и делото на Андрей Ляпчев. Сред сътрудниците на вестника са Георги Данаилов, Гаврил Кацаров, Рашко Маджаров, Атанас Буров, Славейко Василев, Александър Гиргинов, Стоян Костурков, Стойчо Мошанов, Петко Стайнов, Тодор Павлов, Кръстьо Станчев, Никола Сакаров, Янко Сакъзов, Ю. Милев, Ж. Живков и Е. Гаврилова.